# Groot Egyptisch Museum
Het Groot Egyptisch Museum (Engels: Grand Egyptian Museum, GEM) is een archeologisch museum in de Egyptische stad Gizeh gewijd aan de Egyptische oudheid. Het museum bevindt zich ten westen van het stadscentrum van Gizeh en twee kilometer ten noordwesten van de piramiden van Gizeh. De museumsite neemt in totaal een oppervlakte van 50 hectare in.

## Collectie
Binnen in het museum zullen 100.000 artefacten worden tentoongesteld. De collectie binnen het museum zal verdeeld worden in vier grote ruimten die per thema staan geordend. Een deel gaat over de fysieke gesteldheid van Egypte en de Nijl; een deel over het dagelijkse leven; een deel over de staat en de farao en een laatste deel over de Amarna-kunst.
Het Groot Egyptisch Museum zal het Egyptisch Museum van Caïro niet vervangen, maar er zal wel een belangrijk deel van de collectie, waaronder de Toetanchamoncollectie, naar het nieuwe museum verhuizen.

## Gebouw
De façade van het museum zal gemaakt zijn uit lichtdoorlatend albast en centraal in het museum zullen de tentoonstellingen worden gegeven. Rond dit centrale deel zal een netwerk van straten, pleinen en bruggen gebouwd worden.

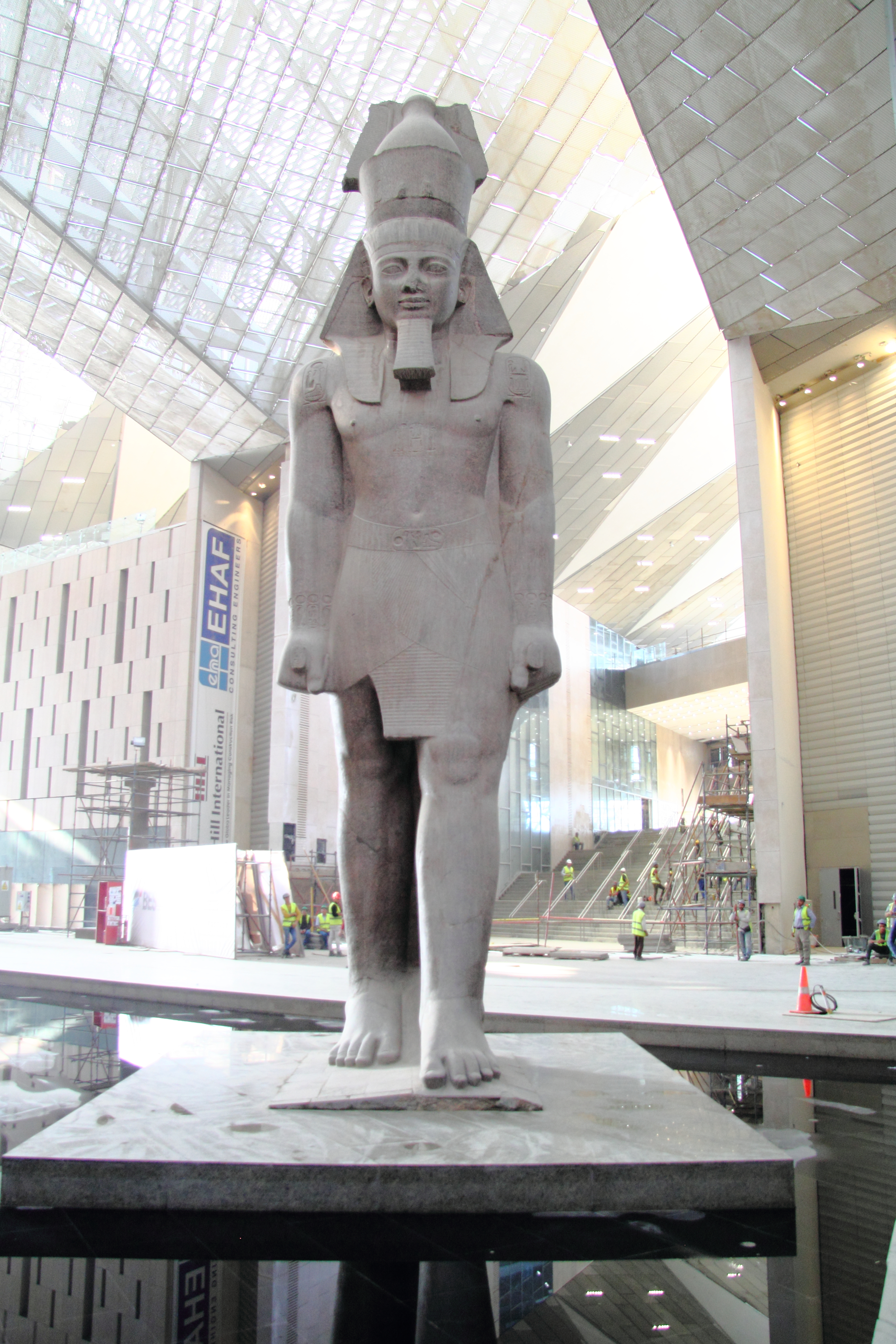
Standbeeld van farao Ramses II bij de ingang, november 2019

Aan de ingang van het museum staat een groot standbeeld van Ramses II. Dit beeld werd reeds op 25 augustus 2006 verhuisd vanuit Caïro waar het een eeuw voor de ingang van het centrale treinstation Ramses geplaatst was.

## Geschiedenis
Het ontwerp werd gekozen via een internationale competitie georganiseerd door het Egyptisch ministerie van cultuur en gepatroneerd door de UNESCO en de Union of International Associations. De wedstrijd liep van januari 2002 tot het einde van de juryberaadslaging in juni 2003 en 1.557 ontwerpen werden ingezonden waarvan 20 ontwerpen verder werden uitgewerkt na preselectie. De laureaat en architect van het project werd het Iers architectenbureau Heneghan Peng, dat ook The Palestinian Museum ontwierp. Op 5 januari 2002 legde de Egyptische president Mubarak de eerste steen. 
Het museum opende gedeeltelijk halverwege 2023 en opent volledig op 1 november 2025.